# Орегон (містечко, Вісконсин)
Орегон (англ. Oregon) — місто (англ. town) в США, в окрузі Дейн штату Вісконсин. Населення — 3125 осіб (2020).

## Демографія
Згідно з переписом 2010 року, у місті мешкали 3184 особи в 1160 домогосподарствах у складі 983 родин. Було 1191 помешкання
Расовий склад населення:
| - 97,8 % — білих - 0,4 % — чорних або афроамериканців - 0,4 % — азіатів - 0,2 % — корінних американців - 0,1 % — вихідців з тихоокеанських островів |

До двох чи більше рас належало 1,0 %. Частка іспаномовних становила 1,5 % від усіх жителів.
За віковим діапазоном населення розподілялося таким чином: 24,5 % — особи молодші 18 років, 65,3 % — особи у віці 18—64 років, 10,2 % — особи у віці 65 років та старші. Медіана віку мешканця становила 45,2 року. На 100 осіб жіночої статі у місті припадало 100,1 чоловіків;  на 100 жінок у віці від 18 років та старших — 103,3 чоловіків також старших 18 років.
Середній дохід на одне домашнє господарство  становив 120 018 доларів США (медіана — 108 125), а середній дохід на одну сім'ю — 126 386 доларів (медіана — 114 044). Медіана доходів становила 70 329 доларів для чоловіків та 53 250 доларів для жінок. За межею бідності перебувало 2,2 % осіб, у тому числі 2,7 % дітей у віці до 18 років та 2,9 % осіб у віці 65 років та старших.
Цивільне працевлаштоване населення становило 1934 особи. Основні галузі зайнятості: освіта, охорона здоров'я та соціальна допомога — 28,1 %, науковці, спеціалісти, менеджери — 12,2 %, виробництво — 10,8 %.